# 喜馬拉雅裂腹魚
喜馬拉雅裂腹鱼（学名：Schizothorax kumaonensis）为輻鰭魚綱鯉形目鲤科的其中一種。分布於亞洲印度烏塔普拉德什，體長可達18.5公分，棲息在高山溪流。
其种加词“kimberleyensis”意为“印度库马盎（Kumaon (कुमाऊं) division）的”。